# Nikolai Kirillowitsch Antipow
Nikolai Kirillowitsch Antipow (* 15. Dezember 1894; † 29. Juli 1938 in Moskau) war ein sowjetischer Staats- und Parteifunktionär.
Er wurde 1912 Mitglied der Bolschewiki. 1928 bis 1931 war er Volkskommissar für Post und Telegrafen der UdSSR. 1935 wurde er stellvertretender Vorsitzender des Rats der Volkskommissare. Im Zuge der Stalinschen Säuberungen wurde Antipow 1937 verhaftet, 1938 zum Tode verurteilt und hingerichtet.